# 洛蒂·摩根
海韋爾·洛蒂·摩根（Hywel Rhodri Morgan，1939年9月29日—2017年5月17日）威爾斯政治家，他在2000年2月起出任第二任威爾斯第一大臣，但職位名稱在同年10月更易為威爾斯第一部長，2009年卸任。

## 生平
摩根在1939年9月29日出生在威尔士卡迪夫，早年入讀牛津大学圣約翰学院和哈佛大学。他自1974年至1980年在南格拉摩根郡议会（South Glamorgan County Council）工作，之後成为欧洲共同体办公室在威尔士的主席。他在1987年代表工黨，獲當選成为西加的夫選區的下議院议员，並在1988年至1994年擔任影子內閣的環境事務發言人。在下議院中，摩根曾擔任下院公共行政特別委員會主席（1997年—1999年），以及反對黨前座能源事務（1988年—1992年）和威爾斯事務（1992年—1997年）的發言人。此外，他在2000年7月獲樞密院任命為樞密院顧問官。
摩根一直支持擴威爾斯的自治權，並曾在1998年競逐威爾斯第一大臣的工黨提名人空缺，但卻被時任威爾斯大臣的羅恩·戴維斯（Ron Davies）所擊敗。可是戴維斯當選提名人後不久，旋因性醜聞而棄選，結果摩根再度競逐提名人空缺。今次他的對手是新任威爾斯大臣阿龍·邁克爾（Alun Michael），雖然邁克爾也支持權力下放，又被視為下任工黨黨魁的熱門人選，但是他卻被視為不情願參加是次選舉。
邁克爾隨後在1999年當選第一大臣，但任內除了曾被威脅面臨不信任動議，又盛傳他的所屬政黨、其他黨派以至內閣成員正在密謀反對他，結果邁克爾僅任職一年多後便宣告辭職。他辭職後，摩根第三度出選工黨提名人，並終於在2000年正式出任第一部長。隨後他在2001年英國大選中退出下議院。
摩根上任後，其施政方針被形容為有意偏離工黨的既定政策，這點在為公共服務引入選擇的議題上尤為明顯。評論員又指出，摩根未能提供充足完善的公共服務，例如在醫療方面，威爾斯地區的醫院輪候時間就要比英格蘭地區長得多。在2002年11月，他在斯旺西向全國公共政策中心發表了一篇演講，指出他反對設立基金醫院（基金醫院乃英國工黨所倡議）， 並以「clear red water」說明威爾斯與倫敦的政策獨立。
在2003年5月1日，工黨在摩根的領導下，再次在議會選舉中勝出，雖然工黨只是險勝，但仍足以讓摩根組成一個只有工黨黨員的政府（這次選舉採用比例代表制，工黨在60個席位中剛好贏得了30個，原本不過半數，但由於額外贏得議長席位，所以工黨才得以佔議會過半數議席），新一屆內閣隨後在5月9日正式組成。此外，在這次選舉中，工黨全數取回邁克爾跌至低谷時，輸給威爾斯黨（Plaid Cymru）的議席。
摩根和他的妻子朱莉·摩根都是英國人道主義者協會的忠實支持者。
摩根闲时喜欢读书和在卡迪夫的海湾开车，去看望他的選民。他的妻子是北卡迪夫選區的工黨國會議員。
2017年5月17日，摩根在威爾斯溫沃（Wenvoe）逝世，終年77歲。